# As serwisowy
As serwisowy – idealnie zagrany serwis, który prowadzi do zdobycia punktu przez zawodnika zagrywającego. Jest możliwy w każdym sporcie, w którym występuje zagrywka serwisowa. Zasady zdobywania asów nieznacznie różnią się w zależności od dyscypliny sportu. W tenisie jest zagrywką, po której przeciwnik nie jest w stanie dosięgnąć rakietą piłki tenisowej, lecz uprzednio trafiając w karo serwisowe nie dotykając siatki. W siatkówce natomiast asem określana jest zagrywka, po której piłka uderzy w boisko lub zostanie podbita przez maksymalnie jednego zawodnika drużyny przeciwnej, ale na tyle niedokładnie, że spadnie na parkiet lub wypadnie w trybuny, uniemożliwiając kontynuowanie gry. Za asa serwisowego przyznaje się jeden punkt.